# 大分县立大分丰府中学校及高等学校
大分县立大分丰府中学校及高等学校是位於日本大分县大分市花園三丁目地區的公立完全中學，也是大分縣內第一所公立完全中學。

## 历史
學校最初於1985年開始籌備，1986年「大分縣立大分豐府高等學校」開始招生；2006年開始籌備增設中學校，「大分縣立大分豐府中學校」接著於2007年開始招生，也開始成為併設型完全中學。